# Parg
Паргев Варданян (вірм. Պարգև Վարդանյան, нар. у 1994 або 1995), відомий під сценічним ім'ям PARG — вірменський співак і автор пісень. Дебютував у 2021 році з синглом «Գինին ու գրելը» (у перекладі — «Вино і письмо»). Представник Вірменії на Пісенному конкурсі Євробачення 2025 з піснею «Survivor».

## Біографія та кар'єра
Народився у 1994 або 1995 році в селі Айраванк, що в марзі Гегаркунік, Вірменія, у вірменській родині. У дитинстві разом із сім'єю переїхав до Волгограда, Росія, де навчався у Волгоградському державному інституті театру й кіно, який закінчив зі ступенем у галузі театрального мистецтва та акторської майстерності. Під час навчання став співзасновником музичного гурту The Edge Chronicles, з яким у 2017—2019 роках виступав на локальних сценах у Вірменії, Росії, Грузії та Україні.
У 2021 році артист сольно дебютував із синглом «Ginin u Grely», який ознаменував появу його характерного стилю.
2022 року Parg повернувся до Вірменії. У червні того ж року він виступив на розігріві французької співачки Zaz на HAYA Festival у Єревані. Відтоді виконував кавери на пісні таких виконавиць, як Rosa Linn, та співпрацював із Brunette.
2024 року був номінований на Armenian Music Video Award за кліп до пісні «Araj». А сингл «Kanchum em» отримав схвальні відгуки критиків.
2025 року Parg узяв участь у вірменському національному відборі Depi Evratesil для Євробачення з піснею «Survivor», де здобув 2 місце за оцінками національного та міжнародного журі та перше — в телеголосуванні. У кінцевому підсумку він переміг у відборі й здобув право представляти Вірменію на Євробаченні 2025 в Базелі, Швейцарія.

## Музика і стиль
У своїй творчості Parg часто поєднує традиційні вірменські елементи з сучасним звучанням. Любить змішувати фольк, електроніку та альтернативу, шукаючи власне звучання. Його творчість глибоко вкорінена у вірменській культурі, але водночас вирізняється новаторським підходом і відкритістю до експериментів.

## Особисте життя
Станом на 2024 рік одружений з Наною Варданян.

## Проросійска позиція
Після повномасштабного вторгнення не засудив росію та продовжив давати концерти .